# Oxandra euneura
Oxandra euneura Diels – gatunek rośliny z rodziny flaszowcowatych (Annonaceae Juss.). Występuje naturalnie w Peru, Kolumbii, Wenezueli oraz Brazylii (w stanach Acre, Amazonas, Pará i Rondônia). 

## Morfologia
PokrójZimozielone drzewo lub krzew dorastające do 2–8 m wysokości.
LiścieMają eliptyczny kształt. Mierzą 13–20 cm długości oraz 5–7 cm szerokości. Blaszka liściowa jest o długo spiczastym wierzchołku.
OwocePojedyncze mają elipsoidalny kształt, zebrane w owoc zbiorowy. Osiągają 20–25 mm długości i 8–10 mm szerokości.

## Biologia i ekologia
Rośnie w wiecznie zielonych lasach, na terenach nizinnych.